# Курба (приток Немды)
Курба — река в России, протекает по территории Советского района Кировской области. Устье реки находится в 89 км по левому берегу реки Немды. Длина реки — 19 км.
Исток реки находится западнее деревни Мазурино близ границы с Пижанским районом в 26 км к юго-востоку от посёлка Пижанка. В верховьях Курба также именуется Курбочка. Река течёт на юго-восток, на ней расположены три деревни Лошкаринского сельского поселения: Ложкари, Мазурино и Костыли, а также ряд нежилых. Крупнейший притоки — Картас и Малая Курбочка (оба левые). Впадает в Немду у деревни Большая Курба близ границы с Марий Эл.

## Данные водного реестра
По данным государственного водного реестра России относится к Камскому бассейновому округу, водохозяйственный участок реки — Вятка от города Котельнич до водомерного поста посёлка городского типа Аркуль, речной подбассейн реки — Вятка. Речной бассейн реки — Кама.
Код объекта в государственном водном реестре — 10010300412111100037396.